# Неозброєні немертини
Неозброєні немертини (Anopla) — клас немертин. Характерною рисою представників цього підкласу немертин — відсутність озброєнного хоботка. Ротовий отвір зміщений на черевну сторону і розташовується позаду мозкового ганглія. Нервова система залягає в товщі шкірно-м'язового мішка, а іноді прямо в шкірному епітелії.
Як представника Anopla можна назвати Cerebratulus, що риє в піску норки, зустрічається вздовж усього атлантичного узбережжя Європи, від північної її межі до Середземного моря.
До цього підкласу відноситься гігантська немертина Lineus longissimus, що досягає 10 або навіть 30 м завдовжки при ширині тіла не більше 1 см. Скручуючи своє довге тіло, немертина тримається під каменями, підстерігаючи здобич.

## Класифікація
- Heteronemertea
  - Baseodiscidae
  - Cerebratulidae
  - Gorgonorhynchidae
  - Lineidae
  - Mixolineidae
  - Panorhynchidae
  - Poliopsiidae
  - Polybrachiorhynchidae
  - Pussylineidae
  - Riseriellidae
  - Valenciniidae
- Palaeonemertea
  - Carinomidae
  - Cephalothricidae
  - Hubrechtidae
  - Tubulanidae